# Карл I Александер Николаус Витцтум фон Екщедт
Карл I Александер Николаус Витцтум фон Екщедт (на немски: Carl I. Alexander Nikolaus Graf Vitzthum von Eckstädt; * 3 юли 1767 във Виена; † 12 октомври 1834 в Обер-Лихтенау, днес част от Пулшниц, окр. Лаубан) е граф от род Витцтум-Екщедт в Курфюрство Саксония, таен съветник, каммер-хер, дворцов маршал, главен щтал-майстер, отговорник за дворцовия театър и дворцовата капела в саксонския двор в Дрезден.
Той е вторият син на саксонския дипломат граф Лудвиг Зигфрид I Витцтум фон Екщедт (1716 – 1777) и втората му съпруга Августа Ердмута фон Поникау-Пилграм (1738 – 1775), дъщеря на Йохан Фабиан Готлоб фон Поникау-Пилграм (1695 – 1749) и Ердмута Луиза Витцтум фон Екщедт (ок. 1701 – 1752). Баща му се жени трети път през 1776 г. за Амалия Сибила Елеонора фон Щамер (1749 – 1795).
Брат е на Фридрих Август Витцтум фон Екщедт (1765 – 1803) и Хайнрих Карл Вилхелм Витцтум фон Екщедт (1770 – 1837).
През 1786 г. той наследява заедно с двамата си братя си бездетния си чичо генерал-лейтенант граф Йохан Фридрих фон Витцтум фон Екщедт (1712 – 1786) неговото имение Тифензе (в Бад Дюбен). През 1791 г. братята му оставят имението на брат им Фридрих Август|, след като е платил за това.
Карл Витцтум фон Екщедт първо е камер-юнкер, след това камерхер и майор в саксонския двор. От 1803 до 1813/1814 г. той е директор и от 1811 г. дворцов маршал и като такъв е главен отговорник за дворцовия театър и дворцовата капела. От 1815 до 1820 г. той е оберщал-майстер и замества понякога брат си Хайнрих Витцтум фон Екщедт като интендант на дворцовия театър в Дрезден.

## Фамилия
Карл I Витцтум фон Екщедт се жени на 4 юли 1797 г. в Бранденбург ан дер Хавел за графиня Анна Албертина Емилия фон Вартенслебен (* 1 май 1777, Мариенбург; † 5 март 1813, Дрезден), дъщеря на граф Леополд Александер фон Вартенслебен (1745 – 1822) и Каролина Луиза Доротея фон дер Реке (1753 – 1825). Бракът е бездетен.
Карл I Витцтум фон Екщедт се жени втори път на 30 март 1818 г. в Дрезден за Елизабет фон Фризен (* 16 юли 1793, Рьота, Лайпциг; † 18 юли 1878, Нид.-Льонитц), дъщеря на фрайхер Йохан Георг Фридрих фон Фризен (1757 – 1824) и Юлиана Каролина фон дер Шуленбург (1764 – 1803), дъщеря на граф Гебхард Вернер фон дер Шуленбург (1722 – 1788) и София Шарлота фон Велтхайм (1735 – 1793). Те имат децата шест деца, четири сина и две дъщери:
- Карл Фридрих Витцтум фон Екщедт (* 13 януари 1819, Дрезден; † 16 октомври 1895, Дрезден), юрист, дипломат, писател. кралски саксонски и австрийски дипломат, министър, женен на 7 август 1875 г. в Париж за Леони Потока (1821 – 1893), вдовица графиня фон Брцецие-Ланкоронска; няма деца
- Херман Лудвиг Витцтум фон Екщедт (* 22 декември 1821, Дрезден; † 24 юни 1892, Дрезден), женен на 8 юли 1849 в Тратлау за Паула Луиза фон Гьотц (* 6 май 1825, Бауцен; † 29 януари 1907, Дрезден); има два сина и дъщеря
- Юлия Георгина Витцтум фон Екщедт (* 17 октомври 1824)
- Мария Амалия Витцтум фон Екщедт (* 27 януари 1827)
- Ото Хайнрих Витцтум фон Екщедт (* 6 октомври 1829, Дрезден; † 16 декември 1917, Дрезден), женен на 10 юли 1844 г. в Дрезден за Йохана Амалия Тереза Антония фон Милтитц (* 1 март 1824, Дрезден; † 1 февруари 1876, Шьонвьолкау), вдовица на първия му братовчед Алберт Фридрих Витцтум фон Екщедт (1797 – 1860); имат един син
- Ернст Бернхард Витцтум фон Екщедт (* 26 септември 1831, Дрезден; † 2 януари 1917, Обер-Льоснитц), женен за Адолфина Шарлота Хелена фон дер Планитц (* 26 септември 1837, Дрезден; † 10 ноември 1917, Обер-Льоснитц); има един син